# Sedna (mitologia)

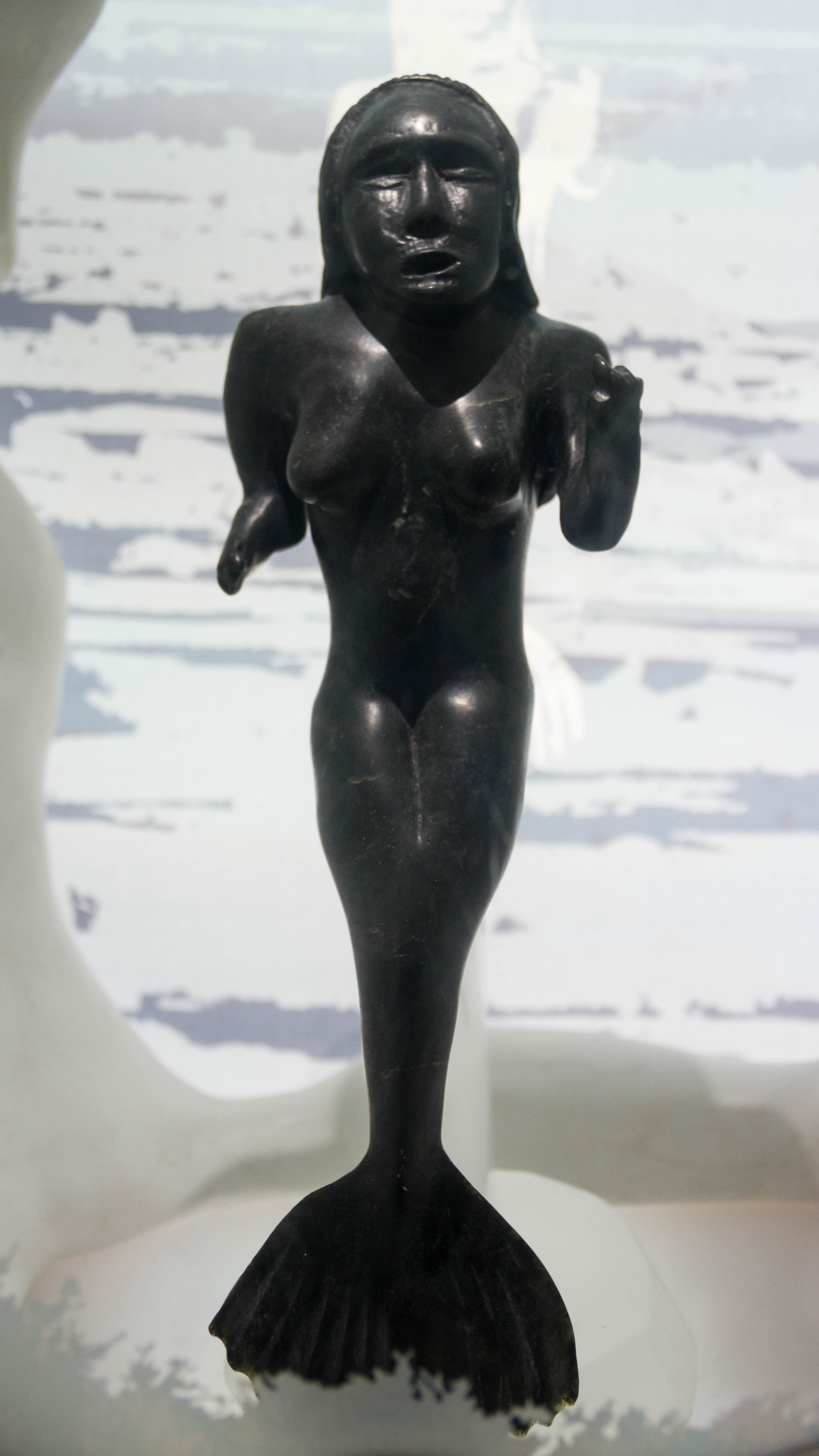
Sedna esculpida por Nuvualiak Alariak

Sedna (em inuktitut:  ᓴᓐᓇ Sanna, anteriormente Sedna ou Sidne) é a deidade do mar e dos animais marinhos na mitologia inuíte, também conhecida como a Mãe do Mar ou Senhora do Mar. A história de Sedna, que é um mito da criação, descreve como ela veio a governar Adlivun, o submundo inuíte.

## Outros nomes
Sedna é conhecido como Arnakuagsak ou Arnaqquassaq em partes da Gronelândia. Ela também é conhecida como Sassuma Arnaa ("Mãe das Profundezas") na Gronelândia Ocidental e Nerrivik ("Mesa", Inuktun) ou Nuliajuk (Distrito de Keewatin, Territórios do Noroeste, Canadá). Ela às vezes é conhecida por outros nomes, como Arnapkapfaaluk ("Grande Mulher Malvada") do Inuíte do Cobre da área do Golfo da Coroação e Takánakapsâluk ou Takannaaluk (Igloolik). Em Killiniq, Labrador, ela foi referida como "Velha-mulher-que-viveu-no-mar".

## Em astronomia
90377 Sedna, um objeto transnetuniano descoberto por Michael Brown (Caltech), Chad Trujillo (Observatório Gemini) e David Rabinowitz (Universidade Yale) em 14 de novembro de 2003, recebeu o nome dela.